# Aeroport Marsella-Provença
L'Aeroport Marsella-Provença o AMP (codi IATA: MRS, codi OACI: LFML), sovint anomenat Aeroport de Marinhana pel nom del municipi on es troba, és el principal aeroport de la regió de Marsella.
Construït el 1922 i posteriorment reconstruït el 1961, l'aeroport se situa al marge de l'estany de Bèrra, a 25 km del centre urbà de Marsella i 26 km d'Ais de Provença.
Amb 9 milions de passatgers el 2017, l'Aeroport Marsella-Provença és el sisè aeroport de França i el quart fora de la regió parisenca. És servit per 33 aerolínies, amb vols a 107 destinacions.
L'aeroport té tres edificis principals :
- La terminal 1 zona A (antigament Zones 1 i 2), construïda el 1961 per l'arquitecte Fernand Pouillon,[1] és l'edifici principal i històric. Acull la majoria de vols internacionals o cap a La Reunió, excepte els d'Air France i de les aerolínies de baix cost.
- La terminal 1 zona B (antigament Zones 3 i 4), situada a l'edifici construït a la dècada del 1990, acull els vols d'Air France i, més generalment, la majoria de vols nacionals.
- La terminal 2 (antigament MP2) fou inaugurada el 2006 i està dedicada íntegrament als vols de baix cost.